# Sopho Nizjaradze
Sopho Nizjaradze (Georgisch: სოფო ნიჟარაძე) (Tbilisi, 6 februari 1986) is een Georgische zangeres.

## Biografie
Ze verdedigde Georgië op het Eurovisiesongfestival 2010 in de Noorse hoofdstad Oslo met het Engelstalige nummer Shine. Ze werd negende met 136 punten.
2007: Sopho Chalvasji · 
2008: Diana Goertskaja · 
2010: Sopho Nizjaradze · 
2011: Eldrine · 
2012: Anri Dzjochadze · 
2013: Sopho Gelovani & Nodiko Tatisjvili · 
2014: The Shin & Mariko Ebralidze · 
2015: Nina Sublatti · 
2016: Nika Kocharov & Young Georgian Lolitaz · 
2017: Tako Gatsjetsjiladze · 
2018: Ethno-Jazz Band Iriao · 
2019: Oto Nemsadze · 
2021: Tornike Kipiani · 
2022: Circus Mircus · 
2023: Iru Chetsjanovi · 
2024: Noetsa Boezaladze · 
2025: Mariam Sjengelia
- Gemeinsame Normdatei: 1191318346
- MusicBrainz: 9ce15fa3-2df7-43d1-87f1-7c7649b56175
- Virtual International Authority File: 3824156434633112120004